# 雙陸
雙陸，又作雙六，是漢字文化圈一種傳統二人桌上遊戲，又有握槊、長行等名稱。它是由古天竺（今印度）的波罗塞戏基础改造而成。由一個棋盤與相同數量的黑白（或任何兩種不同顏色）棋子（稱為「馬」）組成，棋子有各十二、十四、十五顆不等。相傳是三國曹魏宗室曹植所引進波罗塞戏後再糅合六博而創出。

## 歷史
- 唐代畫家周昉的《內人雙陸圖》描繪玩雙陸的宮人
- 《彥根屏風》描繪江戶時代初期遊女與客人玩雙陸的情景
- 《蕙園風俗圖》描繪朝鮮王朝後期妓生與客人玩雙陸的情景

### 中國
「雙陸」此詞原先是指一種雙方各六枚的棋戲，又稱「六甲」，先今名稱被已古稱為「長行」、各十五枚的雙陸棋所用。
双陆棋在唐代、五代、辽代、金代、元代曾风靡一时，连武則天、唐玄宗、后唐明宗也喜欢下双陆棋。
《唐國史補》記載武则天梦见与大罗天女打双陆。局中只要有子，旋即被打将，不得其位，频频输给天女。狄仁傑則告訴她說是「雙陸不勝，無子也。」勸說是上天用棋子來警示武則天。宋元话本小说《梁公九谏》中〈第六諫〉、《狄仁傑傳》、《天中記》、《淵鑑類函》也有類似的故事。但網路上卻誤謬為武則天夢見下象棋。
唐朝敦煌的《孔子項託相問書》，出現孔子邀請項橐玩雙陸棋的劇情。
周昉有画《杨妃架雪衣女乱双陆图》，描畫唐玄宗與人玩雙陸要輸時，楊貴妃故意放白鸚鵡擾亂棋局。但網路也誤謬成下圍棋。
北宋朱彧將雙陸稱為象棋。
南宋時出現詳記東亞多種雙陸棋變體的局盤制度、布子格式、行馬規則等的《譜雙》。
明清时，由于馬吊和象棋等遊戲的盛行，使得下双陆棋的人数逐渐减少，最终导致双陆棋在清中叶时失传。

### 日本
日本在奈良時代由唐朝傳入雙六，平安時代至江戶時代皆十分盛行，在江戶時代是上流社會婦女常玩的遊戲，也是她們的嫁妝之一。二戰後衰退。

### 朝鮮
新羅從唐朝傳入雙六，盛行於高麗時代，至朝鮮王朝仍有不少人喜愛。

## 玩法
馬的移动以掷骰子的点数决定，首位把所有馬移离棋盘的玩者可获得胜利。